# SpaceX Raptor

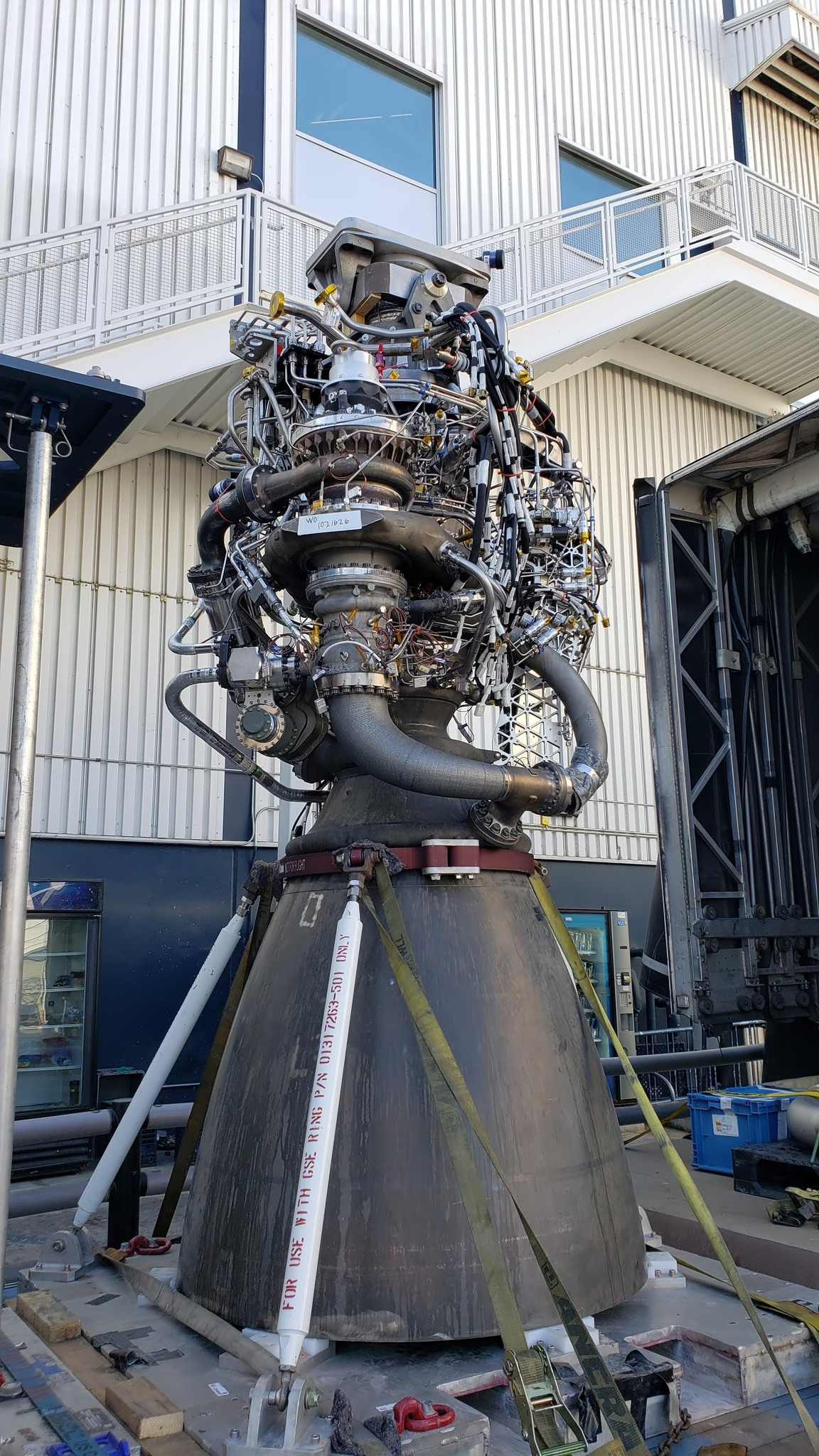
Ảnh động cơ Raptor dùng trong khí quyển

Raptor là động cơ tên lửa chạy bằng methan lỏng và oxy lỏng. Động cơ này được dùng trong tên lửa Starship và thuộc loại kết cấu full-flow staged combustion cycle (tạm dịch: đốt nhiên liệu gián đoạn và toàn phần).Động cơ raptor